# Distretto di Latur
Il distretto di Latur è un distretto del Maharashtra, in India, di 2 078 237 abitanti. È situato nella divisione di Aurangabad e il suo capoluogo è Latur.